# اعدام‌های ۲۰۱۶ عربستان
اعدام‌های ۲ ژانویهٔ ۲۰۱۶ میلادی اشاره به اعدام ۴۵ نفر از افراد شهروندان عربستان سعودی و یک مصری و چادی دارد. این بزرگ‌ترین اعدام دسته جمعی بود که از سال ۱۹۸۰ تاکنون در این پادشاهی انجام شد چهل و سه نفر سر بریده شدند و چهار نفر با تیرباران اعدام شدند. در این بین ۴ شیعه نیز حضور داشتند. این اعدام‌ها در سحرگاه روز ۲ ژانویه با شمشیر انجام گرفت و از معروف‌ترین افرادی که در این قضیه اعدام شد، نمر باقر النمر بود. مسئله‌ای که اعتراض ایران و بسیاری کشورها و نهادهای بین‌المللی را برانگیخت. دولت عربستان سعودی گفت که جسد به خانواده تحویل داده نخواهد شد. النمر به شدت از دولت عربستان سعودی انتقاد می‌کرد و خواستار برگزاری انتخابات آزاد در عربستان سعودی شده بود.